# Yes (Yes)
Yes è il primo album in studio del gruppo di rock progressivo britannico omonimo, pubblicato dalla Atlantic.

## Storia
Dopo essersi formata nell'estate del 1968, la band fece un tour esteso nel Regno Unito con set comprendenti sia materiale originale che versioni cover riarrangiate . Firmarono con la Atlantic nel marzo 1969 ed entrarono negli Advision e Trident Studios di Londra per registrare il loro primo album.
La registrazione incontrò anche delle difficoltà tecniche, con il gruppo che impiegò due giorni per cercare di far funzionare correttamente un organo Hammond su cui Kaye potesse suonare. Queste sessioni segnarono la prima volta di Bruford in uno studio di registrazione professionale, e fu solo quando l'album fu quasi completato che si rese conto che poteva modificare i livelli del volume degli strumenti degli altri membri della band nelle sue cuffie. Invece, registrò le sue parti con la chitarra ad alto volume in un orecchio "e nient'altro nell'altro".  Bruford descrisse il suo modo di suonare nell'album come "un miscuglio di tutto ciò che avevo sentito" e in seguito riconobbe il suo modo di suonare ingenuo, in particolare per "oscillare sui piatti".  Intorno al terzo giorno di registrazione, Ertegun visitò lo studio per ascoltare cosa era stato messo giù, ma la band non aveva nulla da suonare per lui.
L'album include cover di " Every Little Thing " dei Beatles e "I See You" dei Byrds .
Alcuni brani di quest'album (per esempio Sweetness e Beyond and Before) erano composizioni di gruppi in cui i membri degli Yes avevano suonato precedentemente, soprattutto i Mabel Greer's Toyshop.
Sono stati pubblicati due singoli dall'album: "Sweetness" e "Looking Around". L'album è stato rimasterizzato nel 1994 e nel 2003, quest'ultimo contenente diverse tracce inedite, tra cui una versione di " Something's Coming " da West Side Story .

## Accoglienza
Fu accolto positivamente dalla critica nel Regno Unito e negli Stati Uniti, ma non ha avuto successo commerciale e non è riuscito a entrare in classifica in nessuno dei due paesi.

## Tracce

### Edizione originale in vinile

#### Lato A
1. Beyond And Before (Chris Squire/Clive Bailey) - 4:50
2. I See You (Roger McGuinn/David Crosby) - 6:33
3. Yesterday And Today (Jon Anderson) - 2:37
4. Looking Around (Jon Anderson/Chris Squire) - 3:49

#### Lato B
1. Harold Land (Jon Anderson/Chris Squire/Bill Bruford) - 5:26
2. Every Little Thing (John Lennon/Paul McCartney) - 5:24
3. Sweetness (Jon Anderson/Chris Squire/Clive Bailey) - 4:19
4. Survival (Jon Anderson) - 6:01

### Edizione CD
1. Beyond And Before (Chris Squire/Clive Bailey) - 4:53
2. I See You (Roger McGuinn/David Crosby) - 6:48
3. Yesterday And Today (Jon Anderson) - 2:49
4. Looking Around (Jon Anderson/Chris Squire) - 4:17
5. Harold Land (Jon Anderson/Chris Squire/Bill Bruford) - 5:42
6. Every Little Thing (John Lennon/Paul McCartney) - 5:42
7. Sweetness (Jon Anderson/Chris Squire/Clive Bailey) - 4:33
8. Survival (Jon Anderson) - 6:19

Yes è stato rimasterizzato nel 2003 e pubblicato con l'aggiunta di diverse tracce bonus. Versioni live di quasi tutti i brani si trovano nella raccolta di brani inediti Something's Coming: The BBC Recordings 1969-1970, pubblicata nel 1997 da Peter Banks.

## Formazione
- Jon Anderson: voce, percussioni
- Chris Squire: basso, seconde voci
- Peter Banks: chitarra, seconde voci
- Tony Kaye: pianoforte, organo, sintetizzatore
- Bill Bruford: batteria, percussioni